# Johan de Requeixo
Johan de Requeixo (También Xohán de Requeixo y Xoán de Requeixo) fue un juglar gallego de finales del siglo XIII. Llevan su nombre un colegio y la biblioteca municipal de Chantada.

## Biografía
Apenas quedan datos biográficos. Existe discrepancias sobre el lugar de su nacimiento, aunque su nombre y su obra conservada inducen a pensar que nació en la parroquia de Santiago de Requeixo Antonio Rey Somoza lo sitúa en una concesión foral de 1247 que realiza el abad de Osera a su favor. El escritor Xosé Lois García Fernández sostiene que era un sacerdote de la parroquia de Requeixo.

## Obra
Se conservan cinco cantigas de amigo, todas del subgénero denominado cantigas de romería, ambientadas en el santuario de monte Faro en Chantada. Se han colocado monolitos en dicho monte con textos suyos.